# Cornelia Fausta
Cornelia Fausta was een dochter van Lucius Cornelius Sulla bij zijn vierde vrouw, Caecilia Metella Dalmatica, en tweelingzus van Faustus Cornelius Sulla.
Zij en haar broer werden kort na 88 v.Chr. geboren, het jaar waarin Sulla voor het eerste consul was, en zij en haar broer kregen de respectievelijk de naam Fausta en Faustus, omwille van het goede fortuin van hun vader.
Fausta was eerst getrouwd met Gaius Memmius Gemellus, en dit vermoedelijk op reeds jonge leeftijd, daar haar zoon, Gaius Memmius, een van de mannen was die voor Marcus Aemilius Scaurus minor pleitte in 54 v.Chr.
Nadat haar eerste echtgenoot zich van haar had laten scheiden, trouwde ze kort daarop, op het eind van het jaar 55 v.Chr., met Titus Annius Milo, en vergezelde hem in 52 v.Chr. op zijn tocht naar Lanuvium, toen Publius Clodius Pulcher door Milo's gevolg werd vermoord.
Fausta was berucht voor haar overspel, en de historicus Gaius Sallustius Crispus werd gezegd een van haar minnaars te zijn geweest, en een flinke geseling te hebben gekregen van Milo, toen hij op een bepaald moment werd ontdekt in het huis van deze laatste verkleed als een slaaf. De zogenaamde "Villius in Fausta Sullae gener", een van haar andere favorieten, was waarschijnlijk de Sextus Villius die wordt vermeld door Cicero als een vriend van Milo. En de namen van twee andere van haar charmeurs zijn ons overgeleverd door Macrobius in de vorm van een bon-mot van haar broer Faustus.

## Referentie
- W. Smith, art. Fausta, Cornelia, in W. Smith (ed.), A Dictionary of Greek and Roman Biography and Mythology, II, Boston, 1867, p. 140.